# سد چمشیر
سد چَم شیر، سدی در ۲۵ کیلومتری جنوب شرقی شهر دوگنبدان (گچساران)، مرکز شهرستان گچساران استان کهگیلویه و بویراحمد است که بر روی رود زهره، قبل از پیوستن رودخانه خیرآباد به این رود، در مجاورت محلی به نام تنگه چم‌شیر نزدیک به مرز استان بوشهر احداث شده‌است. سد چم شیر پنجمین سد بزرگ کشور ایران و بزرگ‌ترین سد بتنی و غلتکی در خاورمیانه می‌باشد. این سد، آخرین سازه کنترل و ذخیره‌سازی آب سیل‌های رود زهره قبل از ریختن به دریا است. رود زهره در طول مسیر به دلیل پیوستن آب ۶ چشمه آب شور به آن، به تدریج به یک رود لب شور تبدیل می‌شود که میزان شوری آن در طول فصل‌های مختلف متغیر است.
در زمان آبگیری سد چمشیر( کارزاری) توسط برخی افراد مشهور به فعال محیط زیست در بستر اینترنت برای توقف آبگیری این سد ایجاد شد که ادعا می‌کرد به‌واسطه سازندهای نمکی و گچی در دریاچه سد، بعد از آبگیری شوری آب رود زهره در پایین دست این سد به واسطه آن چند برابر خواهد شد و آبگیری این سد را شمارش معکوس برای انفجار یک بمب نمکی در منطقه معرفی می‌کردند. همچنین وجود چاه‌های نفت در اطراف دریاچه سد از جمله دلایل درخواست توقف آبگیری ذکر شده‌بود. اگرچه کارشناسان سد و کارشناسان ناظر پروژه بر این باور بودند سد چم‌شیر نه تنها باعث کاهش کیفیت آب نخواهد شد، بلکه کیفیت آب رودخانه زهره را در بلند مدت افزایش خواهد داد.
اما این سد در خرداد ماه ۱۴۰۲ آبگیری و در روز ۲۶ تیر ۱۴۰۲ با سفر رئیس جمهور به بهره‌برداری رسید.

## مشخصات طرح
طرح سد و نیروگاه ۱۷۶ مگاواتی چم شیر - یکی از طرح‌های در حال اجرای شرکت توسعه منابع آب و نیروی ایران - در ۲۵ کیلومتری جنوب شرقی شهر دوگنبدان (گچساران) مرکز شهرستان گچساران در استان کهگیلویه و بویر احمد قبل از پیوستن رودخانه خیرآباد به رودخانه زهره در مجاورت محلی به نام تنگه چم شیر نزدیک به مرز استان بوشهر احداث خواهد شد. تنگه چم شیر با عرض بسیار کم رودخانه زهره را از خود عبور می‌دهد. محل احداث سد توسط  راه آسفالته اختصاصی شرکت بهره برداری نفت و گاز گچساران  که از جاده روستای سراب ننیز گچساران منشعب می‌شود، قابل دسترسی است. طبق برآورد اولیه به ۲۳۰ میلیون یورو جهت اجرای این طرح نیاز است و طول مدت اجرا به ۵ سال بالغ خواهد شد.

## تاریخچه و سوابق طرح سد و نیروگاه
با وجود موقعیت استثنایی تنگه چم شیر بر روی رودخانه زهره، در مطالعات مختلف انجام شده تا سال ۱۳۶۵ این محل مورد توجه قرار نگرفته‌است. عدم وجود راه‌های دسترسی مناسب در سال‌های قبل از دهة ۶۰، موقعیت نامشخص تنگه بر اساس نقشه‌های پایه مطالعاتی، و بحث کیفی آب رودخانه زهره به صورت کلی از عمده علل بی‌توجهی به این پتانسیل عظیم بالقوه است. سازمان آب منطقه‌ای استان فارس، کهگیلویه و بویراحمد و بوشهر مطالعات شناخت و مقدماتی در سال‌های ۱۳۶۷ تا ۱۳۶۸ به انجام رسانیده‌است. مطالعات مرحله اول سد مخزنی چم شیر، گشایشات وابسته توسط مشارکت مهندسین مشاور پاراب فارس و مهندسین مشاور تهران سحاب در سال ۱۳۷۳ شروع شده و در سال ۱۳۸۱ مصوبه فاز ۱ را اخذ نمود. شروع مطالعات فاز ۲ بر مبنای تکمیل مطالعات مرحله اول توسط مهندسین مشاور تهران سحاب در سال ۱۳۸۵ انجام گرفته و اسناد مناقصه به صورت EPCF تهیه گردیده‌است. پس از برگزاری مناقصه، شرکت‌های سابیر، مهاب قدس و صفا نیکو سپاهان برنده آن شده که قرارداد در سال ۱۳۸۶ عقد گردید.

## تاریخچه و سوابق طرح ساختمان شبکه آبیاری و زهکشی چم شیر
با احداث سد مخزنی چم شیر، اراضی پایین دست این سد شامل اراضی بندر دیلم در استان بوشهر و اراضی دشت‌های جنوبی استان خوزستان که به نام‌های زیدون، امیدیه و هندیجان می‌باشند، از این طرح منتفع می‌گردند. شبکه آبیاری و زهکشی چم شیر در وسعت حدود ۴۰ هزار هکتار در استان‌های بوشهر و خوزستان احداث می‌گردد. مطالعات سد چمشیر از سال ۱۳۷۵ شروع شد. مطالعات مرحله اول این طرح در سال ۱۳۸۱ به اتمام رسید. پس از گذشت چندین سال و تغییرات در برنامه‌ریزی منابع آب مطالعات مرحله اول مورد بازنگری قرار گرفت. سرانجام در سال ۱۳۸۴ مطالعات مرحله دوم تحت عنوان مطالعات طرح بند انحرافی تنظیمی، تونل انتقال، نیروگاه برق آبی، حوضچه انرژی‌گیر و اتصال و شبکه آبیاری و زهکشی اراضی آبخور سد چم شیر به شرکت مهندسین مشاور پاراب فارس واگذار گردید. عملیات ساخت این سد در سال ۱۳۹۳ شروع شد و در تیرماه ۱۴۰۲ آبگیری شد.

## مشخصات رودخانه
رودخانه زهره یکی از رودخانه‌های حوضه آبریز هندیجان جراحی می‌باشد. حوضه آبریز هندیجان-جراحی با وسعت ۴۰٬۷۸۸ کیلومترمربع دارای زیرحوضه‌های بسیاری است.
حوضه آبریز رودخانه زهره در جنوب کشور واقع شده و از شمال به حوضه‌های مارون و جراحی و از شرق به حوضه‌های کارون و کر و از جنوب به مسیل‌های دیلم و گناوه محدود می‌شود. شهرهای اردکان فارس، پلدشت نورآباد، دوگنبدان، هندیجان و دهدشت در این حوضه قرار دارند. وسعت حوضه آبریز رودخانه زهره ۱۵۴۶۰ کیلومترمربع است که ۱۰۶۰۰ کیلومتر مربع آن را مناطق کوهستانی و ۴۸۶۰ کیلومتر مربع آن را کوهپایه‌ها و دشت‌ها تشکیل می‌دهند. این رودخانه از دو شاخه اصلی فهلیان و خیرآباد تشکیل شده‌است. شاخه اولیه این رودخانه به نام اردکان شناخته می‌شود و سپس به فهلیان تغییر نام می‌دهد. شاخه دیگر رودخانه به نام شیرین یا خیرآباد از ارتفاعات گچساران سرچشمه گرفته و در محلی به نام حیدرکرار به رودخانه زهره متصل می‌گردد. متوسط آبدهی سالانه رودخانه فهلیان در محل ایستگاه گچساران حدود ۶۴ مترمکعب در ثانیه و آبدهی رودخانه خیرآباد در محل پل خیرآباد حدود ۲۵ مترمکعب در ثانیه و آبدهی کل حوضه زهره (هندیجان) در محل ایستگاه دهملا برابر ۸۳ مترمکعب در ثانیه برآورد گردیده‌است.

## اهداف و اثرات اقتصادی، اجتماعی و فرهنگی
- ذخیره و کنترل حجم عظیمی از آب رودخانه زهره (حدود ۱/۸ میلیارد متر مکعب)
- تأمین آب مورد نیاز کشاورزی به میزان ۱۱۰ هزار هکتار در منطقه، تأمین آب شرب و صنعت منطقه
- تولید انرژی برق آبی به میزان حدود ۶۲۰ گیگاوات ساعت در سال (۵۲۰ گیگاوات ساعت نیروگاه سد چم شیر و ۹۹ گیگاوات ساعت نیروگاه بند انحرافی)
- تلفیق اهداف سد با اهداف سد کوثر و تأمین آب مورد نیاز کشاورزی و شرب استان‌های همجوار
- کنترل سیلاب‌ها و جلوگیری از خسارتهای طغیان رودخانه در مناطق زیدون سردشت و هندیجان و استفاده بهینه از آب جهت توسعه کشاورزی
- کنترل شوری آب در مناطق دارای بسترهای نمکی و چشمه‌های شور و جلوگیری از آلوده شدن آب در مناطق پائین دست تنگه چم‌شیر
- اجرای طرح در یکی از مناطق محروم کشور و تأثیر عمده بر رشد و شکوفایی اقتصاد منطقه
- اشتغال‌زایی در منطقه
- رشد صنعت و تکنولوژی برق‌آبی، افزایش قدرت عمل و ارتقاء مشاوران و پیمانکاران داخلی، فعال نمودن کارخانجات سازنده تجهیزات نیروگاهی و ارتقاء جایگاه بین‌المللی کشور از طریق ارتقاء صنعت برق‌آبی و پتانسیل‌های برقی

با وجود اینکه گچساران یکی از مناطق مهم نفتی ایران است، علی‌رغم بارندگی‌های مناسب زمستانی، این منطقه در بخش عمده‌ای از سال بسیار گرم و خشک می‌باشد. با احداث سد چم شیر علاوه بر فراهم آمدن زمینه‌های ایجاد امکانات رفاهی و تفریحی از جمله ورزش‌های آبی، قایقرانی و …، پرورش ماهی و صنایع وابسته به آن رونق نیز خواهد یافت. همچنین تأثیرپذیری میکروکلیمایی منطقه از حجم نسبتاً عظیم آب ذخیره شده در مخزن سد نیز می‌تواند از اهداف جانبی طرح باشد. همچنین اجرای طرح در یکی از مناطق محروم کشور، تأثیر عمده‌ای بر رشد و شکوفایی اقتصاد منطقه خواهد داشت.

## پرسش‌های محیط زیستی
چرا مخالفت دوستداران و آگاهان محیط زیست با احداث این سد درج نشده‌است؟
چرا خطرات و آسیب‌هایی که با آبگیری این سد به رودخانه زهره و اکوسیستم منطقه می‌خورد اینجا نوشته نشده‌است؟
در این لینک
به تعدادی از این دلایل اشاره شده‌است

## جداول خلاصه جزییات طرح سد و نیروگاه
| خلاصه مشخصات سد چم شیر (در مرحله مطالعات) | خلاصه مشخصات سد چم شیر (در مرحله مطالعات)                                                       |
| ----------------------------------------- | ----------------------------------------------------------------------------------------------- |
| نوع سد                                    | وزنی از جنس بتن غلتکی (RCC)                                                                     |
| حداکثر ارتفاع                             | ۱۵۵ متر                                                                                         |
| طول تاج                                   | ۵۸۰ متر                                                                                         |
| حجم مخزن در تراز نرمال                    | ۱۸۰۰ میلیون مترمکعب                                                                             |
| حجم قابل تنظیم                            | ۱۲۰۰ میلیون مترمکعب                                                                             |
| سرریز                                     | از نوع اوجی دریچه‌دار بر روی بدنه سد در تکیه‌گاه راست. شامل ۳ دریچه به ارتفاع ۱۵ متر و عرض ۱۲ متر |
| ارتفاع استاتیکی مؤثر آب در حالت پر        | ۱۴۰ متر                                                                                         |
| ارتفاع استاتیکی مؤثر آب در تراز حداقل     | ۸۳ متر                                                                                          |
| تونل آب بر از محل سد تا نیروگاه           | ۲۰۰ متر                                                                                         |
| سیستم انحراف                              | تونل به قطر ۱۲ با گنجایش ۲۰۸۰ مترمکعب بر ثانیه                                                  |
| ظرفیت نصب نیروگاه                         | ۱۶۵ مگاوات شامل ۳ واحد ۵۵ مگاواتی و ۲ واحد ۵/۵ مگاواتی                                          |
| نوع توربین                                | فرانسیس                                                                                         |
| ضریب نیروگاه                              | ۰/۲۵                                                                                            |
| متوسط انرژی تولیدی کل سالانه              | ۵۲۰۰۰ مگاوات ساعت                                                                               |

| خلاصه مشخصات شبکه آبیاری و زهکشی (در مرحله مطالعات) | خلاصه مشخصات شبکه آبیاری و زهکشی (در مرحله مطالعات) |
| --------------------------------------------------- | --------------------------------------------------- |
| حجم کل مخزن                                         | ۲/۵ میلیون مترمکعب                                  |
| حجم قابل تنظیم                                      | ۲/۵ میلیون مترمکعب                                  |
| مساحت اراضی تحت پوشش                                | ۳۶هزار هکتار                                        |
| طول بند                                             | ۲۱۶ متر                                             |
| ارتفاع بند                                          | ۹/۲ متر                                             |
| دبی سیلاب طرح ۵۰ ساله                               | ۳۱۰۰ متر مکعب بر ثانیه                              |
| تعداد دریچه                                         | ۲۴ عدد                                              |
| عرض دریچه                                           | ۶ متر                                               |
| ارتفاع دریچه                                        | ۶/۸ متر                                             |
| رقوم کف رودخانه                                     | ۱۷۹ متر                                             |
| ظرفیت نصب نیروگاه                                   | دو ۲ واحد ۵/۵ مگاواتی دو واحد ۱۰ مگاوات             |
| متوسط انرژی تولیدی کل سالانه                        | ۹۹ گیگاوات ساعت                                     |